# Гарашанин, Илия
Гара́шанин И́лия (серб. Илија Гарашанин; 16 января 1812, Гараши близ Крагуеваца — 16 июня 1874, Грацка) — сербский государственный и политический деятель.

## Биография
Родился в семье состоятельного торговца, из старинного купеческого рода. В 1834—1837 годы работает на таможне. В 1837 году ему было присвоено звание полковника и он стал командующим войсками при князе Милоше Обреновиче. Вступив в конфликт с Обреновичами, он активно поддержал борьбу движения «уставобранителей» против правящей династии. До 1842 года вынужден был жить за пределами Сербии. После прихода «уставобранителей» к власти он занимал посты в новой правительстве: министра иностранных дел (в 1843—1852 и 1858—1859 годы) и премьер-министра с сохранением должности министра иностранных дел (1852—1853 годы). Оставался премьер-министром и министром иностранных дел и после падения режима «уставобранителей» в 1861—1867 годах.
Илия Гарашанин в середине XIX века разработал новую концепцию сербской внешней политики, изложенную им в программе «Начертание» (1844 год), согласно которой он призывал к свержению власти Турции на югославянских землях и их объединение под властью монархической Сербии. Сильная независимая Сербия должна была, по замыслу Гарашанина, помешать великим державам — Англии, России, Австро-Венгрии и другим — занять позиции Турции на Балканах. Претворяя в жизнь политические идеи, озвученные в «Начертании», Гарашанин заключил в 1866—1867 годах несколько договоров и соглашений с Румынией, Черногорией и Грецией, создав таким образом Балканский союз 1866—1868 годов.
Его сын Милутин тоже стал политиком.

## Сочинения
- Писма Илије Гарашанина Јовану Мариновичу, средно Ст. Ловчевич, Београд, 1931
- Преписка Илије Гарашанина, скупно и за штампу средно Г.Јакшич, Београд, 1950.
- Никифоров К. В. «Начертание» Илии Гарашанина и внешняя политика Сербии в 1842—1853 гг. — М.: «Индрик», 2015. — 256 с.